# エネルギー収支比

EROIのグラフ

エネルギー収支比（エネルギーしゅうしひ、Energy Payback Ratio, Energy Profit Ratio, EPR, Energy Return on Investment, EROI, Energy Returned on Energy Invested, EROEI）とは、発電や発熱などのエネルギー生産設備の性能を表す指標の一種である。エネルギー投資効率とも呼ばれる。

## 概要
発電所などのエネルギー設備において、電力などのエネルギーを生産するには、資源の調達（採鉱、運搬など）や、設備（タービン、発電機など）の製造・建設や解体・廃棄などのためにエネルギーを投入する必要がある。こうした投入エネルギーに対して、そのエネルギー設備からのどれだけのエネルギーが生産されるかを「生産エネルギー / 投資エネルギー」の倍率で示したものがエネルギー収支比である。当然、この値が大きくなるほどエネルギー設備としての性能が良いことを示す。
後述するように、投資エネルギーをどこまで考慮するかでEPRにはある程度揺らぎが発生するが、近年の発電施設のEPRは概ね以下の値程度と言われている

。
| 発電方式 | 資源・要因    | EPR    | 備考                                                                                            |
| -------- | ------------- | ------ | ----------------------------------------------------------------------------------------------- |
| 原子力   | ウラン        | 10～76 | 時間の経過に伴う下降は無い。発電所の事故リスクへの対応を投資エネルギーに加えるとEPRは激減する。 |
| 火力     | 石油、石炭    | 5～25  | 時間の経過と共にEPRは下降する。発見直後の油田の石油の場合は100を越えることも珍しくない。        |
| 火力     | 天然ガス、LNG | 2～4   | 時間の経過と共にEPRは下降する。シェールガスは地域によっては10を超えることもある。               |
| 水力     | 水            | 10～50 | 時間の経過に伴う下降は無い。                                                                    |
| 風力     | 風            | 5～54  | 時間の経過に伴う下降は無い。                                                                    |
| 太陽光   | 太陽光        | 10～21 | 時間の経過に伴う下降は無い。最新の技術ではEPRは10数倍～30倍程度に達すると見積もられている。     |

なお、風力や太陽光などの再生可能エネルギーのエネルギー収支比に関しては、一部の主張において、結果が不利になるような値(ライフサイクルアセスメントで一般的に定義されている値)が計算に使われているとの指摘もある。

## 投入エネルギーの考慮範囲
投入するエネルギーの考慮範囲は、下記のような点で異なる場合がある。
- 運用中のある時点までの収支をみるか、ライフサイクル全体を見るか
- 運転用の燃料を含めるかどうか（枯渇性エネルギー源の場合）

## 投入エネルギーの算出方法
投入エネルギーの算出方法としては、積み上げ方式と、産業連関分析の２通りの手法がある。

## 二次エネルギーの換算
エネルギー生産設備から産出されるエネルギー（電力や水素）を二次エネルギーと呼ぶが、投入エネルギーには一次エネルギーと二次エネルギーの両方が含まれる。二次エネルギーをそのままもちいるか、一次エネルギーに換算してもちいるかでエネルギー収支分析の結果は異なる。

### 一次もしくは二次に揃える場合
発電設備の分析では通常、二次エネルギー（電力）はその国の電力事情を反映した換算係数を用いて、すべて一次エネルギーに換算して計算される（例：）。発電量あたりの一次エネルギー（燃料）の投入量や、火力発電に対する化石燃料の節約量などを比較的正確に評価でき、再生可能エネルギー源と枯渇性エネルギー源の比較などに用いられる。
この定義の場合は、一般的にライフサイクルアセスメントで用いられるエネルギーペイバックタイムとも互換性を持つ。投入エネルギーの算出の際にライフサイクル全体を考慮（#投入エネルギーの考慮範囲を参照）すれば、EPRとエネルギーペイバックタイム(EPT)との関係は EPR = （想定寿命）／EPT で表される。

### 一次と二次を区別しない場合
換算基準を揃えず、一次／二次エネルギーの別を考慮せずに出力エネルギーを入力エネルギーで除算する例も見られる。入力と出力のエネルギー量を単純に比較する方法である。二次エネルギー（電力）を得るには通常その数倍の量の一次エネルギー（熱）が必要なため、同じエネルギー量でも実際に消費する一次エネルギーの量が異なるが、この方法では電力も熱も等価に扱う。このため、一次もしくは二次エネルギーに揃えて計算した場合と比べて下記のような違いが生じる。
- 発電量あたりの燃料の投入総量や、燃料の節約効果を正確に比較できない。
- 投入エネルギーに占める二次エネルギーの割合が多ければ有利、少なければ不利となる。
- 化石燃料の節約手段としての評価の場合、実際には節約になるものでもEPR<1と算出される場合がある。
- 熱よりも電力の方が価値が高いことが計算に反映されない。